# Bodeta
Die Bodeta Süßwaren GmbH ist ein seit über 130 Jahren produzierender Hersteller von Süßwaren aus Oschersleben in Sachsen-Anhalt in Deutschland.

## Bauwerk
Die Bodeta Süßwarenfabrik ist unter der Denkmalnummer 094 55900 als produzierendes Kulturdenkmal im Denkmalverzeichnis des Landes Sachsen-Anhalt ausgewiesen.

## Geschichte
Der Betrieb wurde 1892 in Oschersleben (Bode) als Fa. Becker & Schmidt gegründet und ist bis heute dort ansässig. Als erste Produkte wurden Pralinen und Tafelschokolade hergestellt.
Zu Zeiten der Weimarer Republik folgte 1923 die Eintragung der Marke „Bodeta“ (von Bodetal) in die Warenzeichenrolle. Im Jahr 1933 wurde der gesamte Betrieb in Bodeta umbenannt. Die Anzahl der Mitarbeiter betrug damals 300.
Nach dem Ende des kriegsbedingten Produktionsstopps wurde die in der sowjetischen Besatzungszone liegende Schokoladenfabrik 1945 enteignet und in einen Volkseigenen Betrieb umgewandelt.
Im Zuge einer staatlichen Zusammenfassung von Betrieben in der DDR in Kombinaten erfolgte 1980 die Angliederung an den VEB Kombinat Süßwaren Delitzsch.
Nach der Wende und friedlichen Revolution wurde im Jahr 1991 das Werk reprivatisiert und durch die Treuhand an die Alteigentümer zurückgegeben. Diese verkauften es 1992 an die Schweizer Indawisa Holding AG.
1993 erfolgte die Übernahme der Produktionsmittel der Johannes G. Munzel KG aus Berlin mit gleichzeitiger Aufnahme der Produktion von Streuseln und Plättchen.
Bei der Einführung des Transfair-Siegels für Zuckerwaren im Jahr 1997 war Bodeta weltweit einer der Ersten. Kurz vor der Jahrtausendwende gelang 1999 die Zertifizierung als Hersteller von Bonbons mit dem Bio-Siegel.
Ende September 2022 musste der Betrieb Insolvenz anmelden. Im Dezember 2022 wurde bekannt gegeben, dass ein nicht näher genannter Investor sich am Unternehmen beteiligen wolle. Im Januar 2023 bekannte sich der Kaugummi-Hersteller As-Com Confection aus Walldorf (Baden-Württemberg) als neuer Investor.

## Wirtschaftsdaten
Mit dem Jahresabschluss 2011 wurde ein negatives Eigenkapital in Höhe von 4,2 Mio. € festgestellt. Zehn Jahre später belief sich das negative Eigenkapital auf 8,6 Mio. €.
| Jahr | Zahl der Mitarbeiter | Rohergebnis in Mio. € | Jahresüberschuss in Mio. € | Bilanzverlust |
| ---- | -------------------- | --------------------- | -------------------------- | ------------- |
| 2005 | 129                  | 6,1                   | −0,16                      | —             |
| 2010 | 118                  | 5,6                   | −2,57                      | —             |
| 2015 | 118                  | 9,4                   | 00,00                      | −15,8         |
| 2020 | 108                  | 7,3                   | 00,00                      | −15,8         |